# Skjaldbreiður
Der Skjaldbreiður (isl. breiter Schild) ist ein Schildvulkan im Südwesten Islands. Er liegt auf dem Gemeindegebiet von Bláskógabyggð. Er entstand bei einem Ausbruch vor etwa 9.000 Jahren. Der Vulkan ist 1060 m hoch, sein Krater hat einen Durchmesser von etwa 300 m. Sein Basisdurchmesser liegt bei etwa 15 km. 

## Hrafnabjörg
Nach Thor Thordarson gehört Skjaldbreiður zum Vulkansystem der Hrafnabjörg (dt. Rabenfelsen). Dieser Zentralvulkan liegt etwas südwestlich des Skjaldbreiður in Richtung Þingvallavatn. Andere Literatur ordnet Skjaldbreiður allerdings dem Vulkansystem des Prestahnúkur zu.

## Schildvulkanausbrüche nach der Eiszeit

Hawaiischer Eruptionstyp im Schema: typische Schildvulkaneruption

Die Eiszeit endete in Island vor ca. 10.000 Jahren und unmittelbar danach lassen sich zahlreiche Schildvulkanausbrüche nachweisen, eine Phase geologischer Veränderungen, der auch Skjaldbreiður seine Entstehung verdankt.
Der Grund war das schnelle Aufsteigen des Landes, das von der Last der Gletscher befreit war.  Veränderungen in Druck und Lage von Magmareservoiren können solche Ausbrüche auslösen. Gleichzeitig hatte das Eis Spalten verschlossen, die sich nun öffnen konnten. 
Schildvulkanausbrüche lassen sich auf Island auch in den Zwischeneiszeiten nachweisen.
Es handelt sich dabei um vorwiegend effusive Ausbrüche, wie man sie zu Beginn des 21. Jahrhunderts z. B. auf Hawaii beobachten kann. Typischerweise werden bei solchen Ausbrüchen über einen längeren Zeitraum von Jahren über Jahrzehnte bis zu Jahrhunderten sehr heiße und dünnflüssige Laven immer durch denselben Krater emittiert, so dass sich Lage für Lage der verhältnismäßig flache Vulkan aufbaut. 
Ein weiterer Schildvulkan am Þingvallavatn ist etwa Lyngdalsheiði.

## Þingvallavatn
Die beim Ausbruch der Hrafnabjörg entstandenen Lavafelder füllen heute teilweise das Becken, in dem sich der größte isländische See, der Þingvallavatn, befindet. Auch die frühere Thingstätte Althing befindet sich in den Lavafeldern, in der Schlucht Almannagjá. Große Teile des Gebietes werden vom Þingvellir-Nationalpark eingenommen. 

## Riftzone
Durch die Lage direkt über dem geologisch hochaktiven Zentrum des Mittelatlantischen Rückens wurden die Lavafelder des Skjaldbreiður über die Jahrhunderte auseinandergerissen und verformt. Heute bietet sich eine bizarre Landschaft mit einer Vielzahl an Spalten und Rissen. 
Da sich hier zwei Erdplatten, die eurasische einerseits und die nordamerikanische andererseits, voneinander wegbewegen, ist die Gegend auch heute noch ständigen Verformungen z. B. durch Erdbeben unterworfen. Sie ist von vier aktiven Vulkansystemen umgeben (außer dem genannten noch Hengill, Prestahnúkur und Hrómundartindur).